# Parit (Tanjung Pandan)
Parit is een bestuurslaag in het regentschap Belitung van de provincie Bangka-Belitung, Indonesië. Parit telt 9907 inwoners (volkstelling 2010).